# 卓婷
卓婷（Cheuk Ting，1989年5月9日—），生於香港，中國香港女子籃球運動員，司職得分後衛，現效力香港女子甲組籃球聯賽球隊福建。卓婷是香港女籃歷史上首位挑戰WCBA選秀的運動員，亦是首位代表WCBA球隊參加「全國女子籃球錦標賽」的運動員。現職為體育老師，曾是ViuTV的體育節目《體育係…》主持之一，並兩度獲邀擔任奧運會籃球賽事專業評述員。

## 籃球生涯
卓婷生於香港，小時候是參與田徑運動的，但因為想增高而接觸籃球，之後輾轉加入青苗、青訓及Nike League，在中七時為球隊贏得學界籃球冠軍外，更贏取了精英賽及馬拉松冠軍。同年，她加盟香港女子甲組聯賽的福建，遇上了福建教練鄭學來，給了她很多很多的機會。其後入讀大學，成為首位包攬中學及大學合共五個錦標的女子籃球員。大學畢業後即在中學任職體育教師。
2014年9月，卓婷於台灣綠島舉行的紅牛女子全球1打1街頭籃球賽取得力壓來自不同國家的好手殺入決賽，最終決賽不敵俄羅斯選手艾達絲姬，屈居亞軍，亦令香港女籃揚威國際。 
2015年是WCBA首次舉辦選秀大會，卓婷以香港球員身份報名參加，成為香港女籃歷史上首位挑戰WCBA選秀的運動員。她希望通過選秀進入職業聯賽，提升競技水平並開拓籃球生涯的新階段。儘管香港缺乏職業女籃環境，她仍堅持追求更高舞台。 
2019年，卓婷與三名隊友組成「RBHK」參加Redbull Reign 3人籃球賽，先在港澳區女子組奪冠，代表香港前往加拿大多倫多參加全球總決賽，最後殺入決賽，不敵加拿大隊，屈居亞軍。
卓婷在參加完Redbull Reign 3人全球總決賽後，隨即獨自前往天津會合WCBA天津榮鋼女籃，與球隊一同前往甘肅省定西市參加「全國女子籃球錦標賽」，成位香港女籃首位代表WCBA球隊參加全國賽事。天津榮鋼因需外援測試球員水平，通過機緣巧合聯繫到卓婷。她將此視為測試自身籃球水平的重要機會，儘管當時她已30歲且身兼香港甲組球員與中學體育教師雙重身份。
2021年，卓婷與三名隊友組成「beast」參加Redbull Half Court 3人籃球賽，獲得香港區冠軍。
現效力於香港女子甲組籃球聯賽福建隊的卓婷，自2007年加盟以來，已率隊豪取10次香港高級組銀牌賽冠軍（2011至2016年達成六連冠，並延續至後續賽季），同時8次奪得聯賽總冠軍（2011-2015年五連冠）。

## 球場以外
卓婷除了是香港中文大學校友會聯會張煊昌中學的籃球教練外，還帶領該校出戰「元朗中學校際女子排球賽」8強賽事，雖然張煊昌中學最終直落0–2不敵聖公會白約翰會督中學無緣晉級，但躋身女甲8強已是張煊昌中學自2007年以來最佳成績。2016年4月，卓婷擔任ViuTV體育節目《體育係…》的主持。2021年和2024年，兩度獲邀擔任奧運會籃球賽事專業評述員。

## 外部連結
- 香港籃球總會網頁（页面存档备份，存于）